# Muhamet Sokoli
Muhamet Sokoli (Scutari, 8 maggio 1931) è un ex cestista albanese.

## Carriera
Con l'Albania ha disputato i Campionati europei del 1957.